# Glinde, Stormarn
Glinde là một đô thị ở huyện Stormarn bang Schleswig-Holstein, Đức. Đô thị này có diện tích 11,22 km2, dân số thời điểm 31/12/2004 là 16.093 người. Đô thị này có cự ly khoảng 20 km về phía đông của Hamburg.